# Medida de probabilidad
Una medida de probabilidad es una medida P que asigna a cada conjunto en el σ-álgebra de un espacio muestral, un número en el intervalo [0, 1] y tiene las siguientes propiedades:
Sea E un espacio muestral y β un σ-álgebra de subconjuntos de E. Decimos que P es una medida de probabilidad en el espacio muestral E si satisface los siguientes axiomas:
- Axioma 1. A cada suceso A que pertenece a β le corresponde un número real P(A), tal que:

(1){\displaystyle 0\leq P(A)\leq 1}

- Axioma 2.

(2){\displaystyle P(E)=1,\quad P(\phi )=0\!}

- Axioma 3. Si A1, A2 ... son sucesos mutuamente excluyentes (incompatibles dos a dos, disjuntos o de intersección vacía dos a dos),

entonces:

(3){\displaystyle P(A_{1}\cup A_{2}\cup \cdots )=\sum P(A_{i})}

- Datos: Q355020
- Multimedia: Probability measure / Q355020